# Montesa Fura (escúter)
|  | No s'ha de confondre amb Montesa Fura (ciclomotor). |

La Montesa Fura fou un prototipus d'escúter que presentà Montesa el 1958, dins l'estand que muntà al XXVIII Saló Internacional de l'Automòbil i la Moto de Ginebra. Es tractava d'un model innovador, situat a mig camí entre la motocicleta i l'escúter, caracteritzat per una completa carrosseria de xapa que feia de xassís autoportant. Duia un motor de dos temps monocilíndric refrigerat per aire (adaptat del de la Brío) de 142 cc, amb canvi de tres velocitats i pensat per a emprar engegada elèctrica.
La Fura causà un gran impacte i va obtenir molts elogis per part de la premsa internacional, però no es va arribar a fabricar en sèrie a causa dels alts costos de producció que hagués suposat i de la forta implantació de Vespa a Catalunya en aquells moments.

## Història
A finals de la dècada de 1950, poc abans que Francesc Xavier Bultó abandonés Montesa a causa del seu desacord amb Pere Permanyer (les seves visions sobre la necessitat de retallar despeses eren contraposades), Permanyer decidí d'entrar al sector dels escúters per mirar de superar la crisi en aquella època de recessió. L'encarregat de desenvolupar el projecte fou Leopoldo Milà, creador uns anys després de la Montesa Impala.
L'estètica de la Fura recordava llunyanament el prototipus original de Piaggio, el MP5 Paperino de 1945. Aportava, però, moltes solucions innovadores, entre elles els dos seients individuals, la suspensió anterior tipus Earles, les rodes de 3,50 x 12" (més grosses que les de la Vespa), el sistema d'encesa amb bateria i un dipòsit de plàstic amb 15 litres de capacitat. El seu tret principal, però, era el xassís autoportant. Atesa la dificultat que hi havia a l'època per a aconseguir al mercat xapa d'embotició, element clau per al xassís, Milà va pensar a emprar únicament xapa doblegada i després soldada, amb la qual cosa s'evitava, de passada, la gran inversió que representaria haver de fabricar els motlles d'embotició, tal com es fa en un escúter convencional.
Tot i tenir molt bona acollida, el model no va entrar mai en producció, d'una banda a causa de la gran acceptació que tenia al mercat a l'època la Vespa (produïda sota llicència a Madrid per Motovespa) i, de l'altra, pel canvi de les condicions d'importació a l'estat espanyol: en passar a permetre l'entrada al mercat de maquinària moderna, cosa que suposava una important competència per al projecte de fabricació de la Fura, aquest acabà essent desestimat. Cinc anys més tard, però, Montesa sí que va comercialitzar un escúter: el Microscooter, un petit model de 60 cc sota llicència del fabricant italià Laverda.
Actualment, del prototipus original de la Fura se'n conserven només dues unitats: una dins la col·lecció Pere Permanyer del mNACTEC de Terrassa i l'altra, a la Fundació Can Costa de Cerdanyola del Vallès.

### Ressenyes als mitjans
Al moment de la seva presentació a Ginebra, la premsa internacional en va destacar diversos punts:

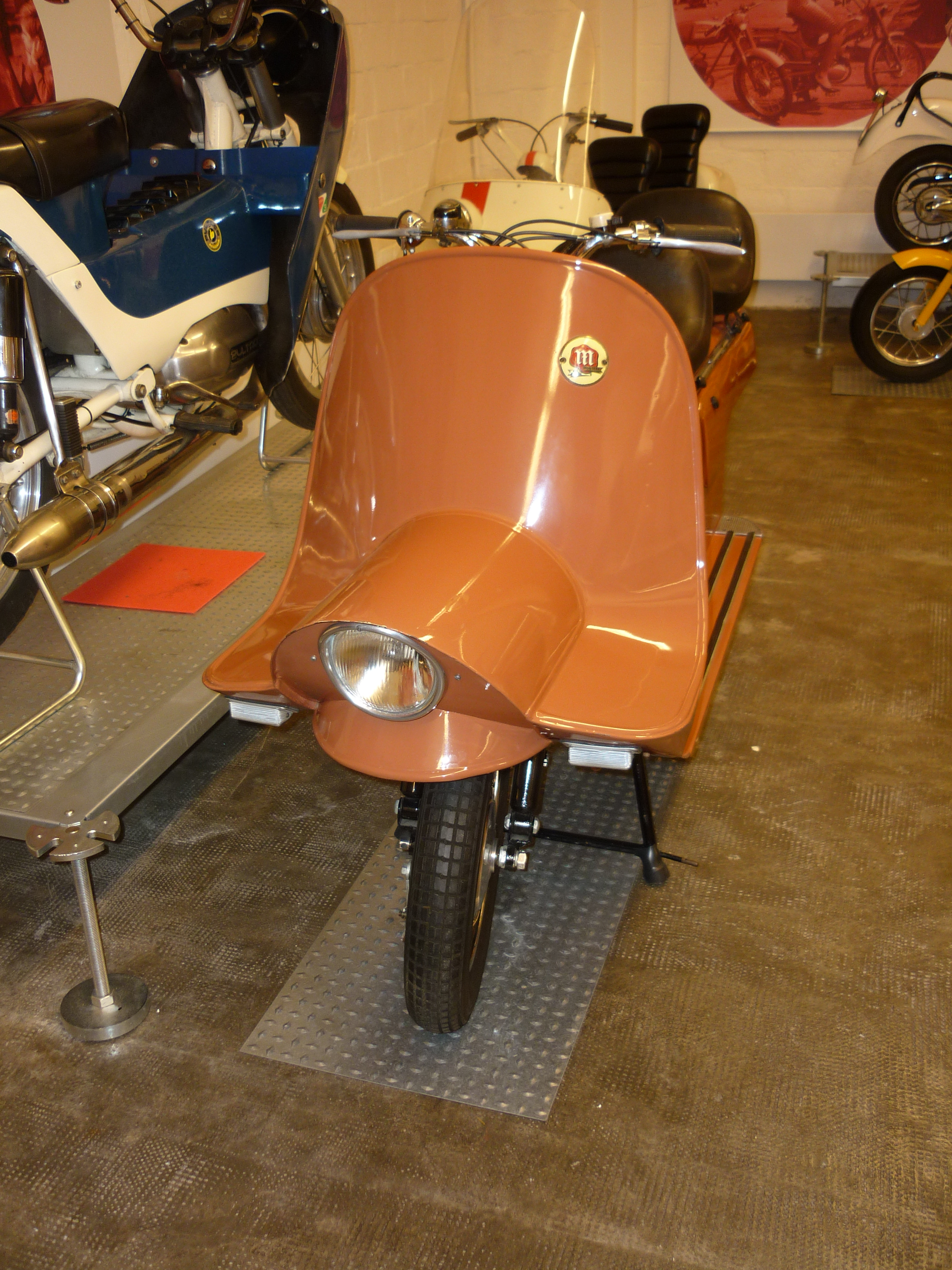
Vista frontal de la Montesa Fura

| «                                             | El disseny més original que es pot veure a Ginebra, el constitueix aquesta Montesa autoportant. La carrosseria reemplaça un quadre normal i el conjunt motor i canvi es pot desprendre tot llevant un sol eix. | » |
| — Motorcycle News (Anglaterra), març de 1958. | |   |

| «                                                 | Sense ser ni un escúter ni una motocicleta, la nova Montesa és un extraordinari vehicle. | » |
| — Motor Cycling (Anglaterra), 20 de març de 1958. |                                                                                          |   |

| «                                                | L'escúter ha estat construït de tal manera que cada reparació es pot dur a terme ràpidament, ja que la carrosseria es pot llevar en un sol instant. | » |
| — Der Tag (Berlín), núm. 70, 23 de març de 1958. | |   |

| «                                                      | Màquina barata, per a la fabricació de la qual no calen grans premses d'embotició. | » |
| — Moto Revue (França), núm. 1.384, 29 de març de 1958. |                                                                                    |   |

## Característiques
La Fura aportava diverses idees innovadores per al seu temps. A tall d'exemple, cal destacar-ne els dos seients amb respatller, situats sobre uns rails que els feien regulables longitudinalment (i que admetien fins a tres seients), o el dipòsit de benzina de plàstic, una solució que fan servir actualment molts fabricants.
També duia intermitents, fet poc habitual aleshores, i un cofre posterior d'emmagatzematge d'àmplia cabuda, al qual s'accedia tot obrint la xapa del suport de la matrícula. El seu quadre de comandaments constava de velocímetre i interruptors de llums i intermitents, a més del tap del dipòsit de combustible, situat a l'esquerra del quadre.

### Fitxa tècnica
| Montesa Fura      | Montesa Fura               | Montesa Fura |
| ----------------- | -------------------------- | ------------ |
| Any               | 1958                       |              |
| CC                | 142                        |              |
| CV                | 8                          |              |
| Canvi             | 3 velocitats               |              |
| Suspensió davant  | Earles                     |              |
| Suspensió darrera | Doble amortidor de fricció |              |
| Pneumàtic davant  | 3,50 x 12                  |              |
| Pneumàtic darrera | 3,50 x 12                  |              |
| Frens davant      | Tambor                     |              |
| Frens darrera     | Tambor                     |              |
| Capacitat dipòsit | 15 l                       |              |
| Velocitat màxima  | 100 km/h                   |              |